# Amondans
Amondans là một xã của tỉnh Doubs, thuộc vùng Franche-Comté, miền đông nước Pháp.